# Roberto La Rocca
Roberto La Rocca (* 9. Juli 1991 in Caracas) ist ein venezolanischer Automobilrennfahrer.

## Karriere
La Rocca begann seine Motorsportkarriere 2008 im Formelsport. Er trat zunächst hauptsächlich in Nordamerika an. In der Saison 2008/2009 wurde er Vierter der Skip Barber Southern Regional Series. 2009 startete La Rocca in der Skip Barber National Championship und blieb ohne Punkte. Nach einer einjährigen Pause kehrte er 2011 in den Motorsport zurück. Mit einem zweiten Platz als bestem Resultat wurde La Rocca Fünfter in der F2000 Championship Series. Außerdem nahm er an der SCCA Southeast Division National Formula Continental, in der er Achter wurde, sowie an der Winterserie der Formula Car Challenge teil. 2012 blieb La Rocca in der F2000 Championship Series. Es gelang ihm, elf von vierzehn Rennen für sich zu entscheiden und den Titel zu gewinnen. Darüber hinaus nahm La Rocca 2012 in der European F3 Open erstmals an einer europäischen Rennserie teil. Dort erreichte er für das Team West-Tec F3 startend den zehnten Gesamtrang.
2013 wechselte La Rocca vollständig nach Europa. Zunächst verkündete er, 2013 für Bamboo Engineering in der GP3-Serie anzutreten. Nach dem Tod des venezolanischen Staatspräsidenten Hugo Chávez löste La Rocca jedoch seinen GP3-Vertrag auf, da aufgrund der unsicheren politischen Verhältnisse seine Förderung durch das Land nicht mehr sicher war. Stattdessen blieb La Rocca zunächst in der European F3 Open beim Team West-Tec F3. Mit einem dritten Platz startete er in die Saison. Nach der dritten Veranstaltung verlor er sein Cockpit. Er lag schließlich auf dem 14. Platz in der Meisterschaft. Darüber hinaus nahm La Rocca für das Team West-Tec an einer Veranstaltung der britischen Formel-3-Meisterschaft und für Comtec by Virtousi an drei Rennwochenenden der Auto GP teil.

## Karrierestationen
| - 2009: Skip Barber Southern Regional Series (Platz 4) - 2009: Skip Barber National Championship - 2011: F2000 Championship Series (Platz 5) - 2011: SCCA Southeast Division National Formula Continental (Platz 8) | - 2012: Formula Car Challenge, Winterserie (Platz 6) - 2012: F2000 Championship Series (Meister) - 2012: European F3 Open (Platz 10) - 2013: Auto GP (Platz 15) | - 2013: European F3 Open (Platz 14) - 2013: Britische Formel 3, national (Platz 7) |